# (35686) 1999 BW18
(35686) 1999 BW18 est un astéroïde de la ceinture principale d'astéroïdes découvert en 1999.

## Description
(35686) 1999 BW18 a été découvert le 16 janvier 1999 à l'observatoire Magdalena Ridge, situé dans le comté de Socorro, au Nouveau-Mexique (États-Unis), par le projet Lincoln Near-Earth Asteroid Research (LINEAR).

### Caractéristiques orbitales
L'orbite de cet astéroïde est caractérisée par un demi-grand axe de 2,18 ua, un périhélie de 1,85 ua, une excentricité de 0,15 et une inclinaison de 6,79° par rapport à l'écliptique. Du fait de ces caractéristiques, à savoir un demi-grand axe compris entre 2 et 3,2 ua et un périhélie supérieur à 1,666 ua, il est classé, selon la JPL Small-Body Database, comme objet de la ceinture principale d'astéroïdes.

### Caractéristiques physiques
(35686) 1999 BW18 a une magnitude absolue (H) de 15,5 et un albédo estimé à 0,298.